# Eleições municipais na Finlândia em 2017

As eleições municipais finlandesas tiveram lugar no domingo dia 9 de abril de 2017. A participação eleitoral rondou os 59%.
O partido com mais votos foi o Partido da Coligação Nacional, seguido do Partido Social Democrata e do Partido do Centro. No conjunto, os três partidos do governo recuaram - Partido da Coligação Nacional, Partido do Centro e especialmente o Partido dos Verdadeiros Finlandeses. O Partido Social Democrata ficou em segundo lugar. A Aliança dos Verdes teve um resultado sensacional. A Aliança de Esquerda quebrou a tendência descendente. O Partido Popular Sueco parece estar numa espiral positiva. O Partido Democrata-Cristão registou um discreto aumento. A participação eleitoral aumentou muito ligeiramente.

## Resultados finais - toda a Finlândia
| Partido | Partido                             | Nome finlandês/sueco                          | %      | Mandatos | +/-  |
| ------- | ----------------------------------- | --------------------------------------------- | ------ | -------- | ---- |
|         | Partido da Coligação Nacional       | Kansallinen Kokoomus                          | 20,7 % | 1 492    | -1,2 |
|         | Partido Social Democrata            | Suomen Sosialidemokraattinen Puolue           | 19,4 % | 1 696    | -0,2 |
|         | Partido do Centro                   | Suomen Keskusta                               | 17,5 % | 2 823    | -1,1 |
|         | Aliança dos Verdes                  | Vihreä Liitto                                 | 12,4 % | 536      | +3,9 |
|         | Partido dos Verdadeiros Finlandeses | Perussuomalaiset                              | 8,8 %  | 769      | -3,5 |
|         | Aliança de Esquerda                 | Vasemmistoliitto                              | 8,8 %  | 661      | +0,8 |
|         | Partido Popular Sueco               | Ruotsalainen kansanpuolue Svenska Folkpartiet | 4,9 %  | 470      | +0,2 |
|         | Partido Democrata-Cristão           | Kristillisdemokraatit                         | 4,1 %  | 314      | +0,4 |